# Абуми
Абуми (фр. Aboumi) — город на юго-востоке Габона, административный центр департамента Бейи-Бриколо в провинции Верхнее Огове.

## Население
Население 1998 человек (по данным переписи 2013 года).

## География
Расположен в южной  части страны, рядом с границей с Республикой Конго, примерно в 60 км к юго-востоку от Майоумбы на побережье Атлантического океана. Деревня окружена множеством озёрных зон, находится между территориями национального парка Маюмба и национального парка Конкоуати-Дули.